# Mirando
Mirando je moško osebno ime.

## Izvor imena
Ime Mirando je moška oblika ženskega osebnega imena Miranda.

## Pogostost imena
Po podatkih Statističnega urada Republike Slovenije je bilo na dan 31. decembra 2007 v Sloveniji število moških oseb z imenom Mirando: 14.

## Osebni praznik
Osebe z imenom Mirando lahko godujejo takrat kot osebe z imenom Miranda.